# Гарри, Чарльз
Чарльз Р. Гарри (Гэрри, Charles R. Garry, урождённый Гарабед Гарабедян, Garabed Garabedian; 17 марта 1909 — 16 августа 1991) — армянско-американский адвокат по гражданским правам левых взглядов, представлявший ряд известных клиентов в политических делах в 1960-х — 1970-х годах, включая Партию «Чёрные пантеры» и лично Хьюи П. Ньютона, а также «Храм народов» накануне трагедии в Джонстауне 1978 года.

## Ранние годы
Гарри родился в Бриджуотере, штат Массачусетс, в семье иммигрантов-армян, спасшихся от Хамидийской резни в Османской империи. Первоначально он носил фамилию Гарабедян. Гарри вырос в сельском поселении в Центральной долине Калифорнии. Дискриминация, с которой он сталкивался в юности из-за своего армянского происхождения, побудила его избрать стезю защиты угнетённых.
Получая образование в юридической школе, подрабатывал в химчистке. Политически сформировался как социалист эпохи Великой депрессии, и свою юридическую карьеру начинал, защищая боевые профсоюзы. Как и многие представители его поколения, Гарри стал юристом без учёбы в колледже, испытывая подчас трудности даже с правописанием и синтаксисом. Признанный юрист-марксист, Гарри заработал репутацию борца за права преследуемых. Он настаивал на полном правдивом раскрытии информации от тех, кого представлял, и держал на своем рабочем столе табличку с надписью: «Единственные мои клиенты, которые попадают в [тюрьму] Сан-Квентин, — это те, кто мне лгут».
В 1948 году Гарри предстал перед Комитетом Палаты представителей по антиамериканской деятельности. Он заявил, что является христианином и коммунистом одновременно, и в ответ на вопросы об отрицании Бога коммунистами сказал: «Господин председатель, то, что коммунисты делают со своим богом, — это их личное дело. То, что я делаю для моего Бога, — моё, а не ваше дело!». В 1950-х годах Гарри представлял перед этой комиссией других предполагаемых коммунистов и сам отказался отвечать на вопросы, предложив взамен «поцеловать его в задницу».

## «Чёрные пантеры» и «Оклендская семерка»

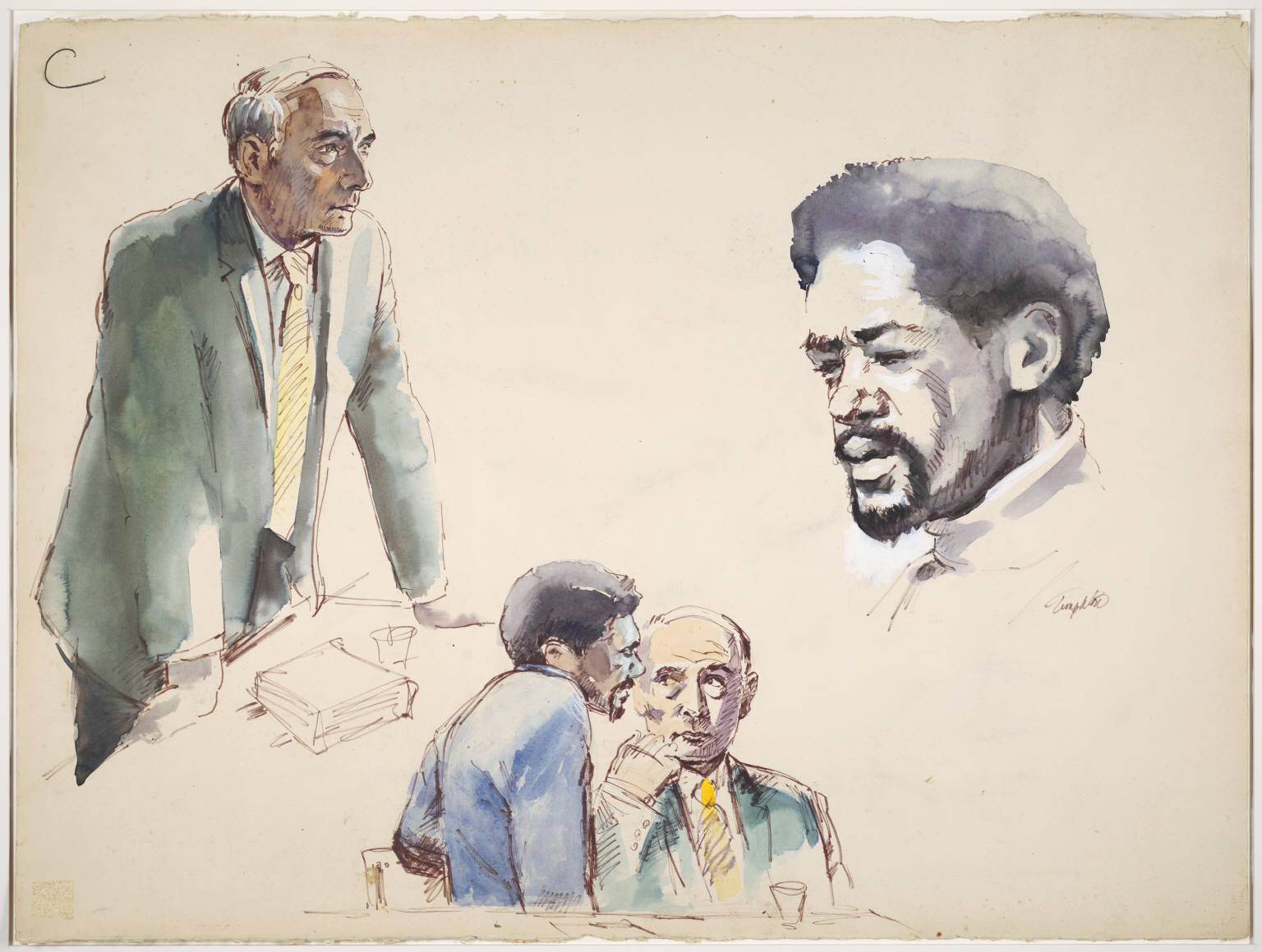
Зарисовки тушью художника Роберта Темплтона с изображением адвоката Гарри

В 1968 году он был нанят партией «Чёрные пантеры» в качестве своего главного юрисконсульта и защищал Хьюи П. Ньютона на деле об убийстве в 1967 году оклендского полицейского Джона Фрея. Ньютон был осуждён по менее серьезному обвинению в непредумышленном убийстве. Гарри был известен своим чутьём и драматизмом в зале суда, и один полицейский во время интенсивного допроса спрыгнул со свидетельской трибуны и направил на Гарри пистолет.
Впоследствии он защищал председателя «чёрных пантер» Бобби Сила. Он входил в группу юристов, вызвавшихся помогать тому накануне суда над «Чикагской семёркой» (тогда ещё восьмёркой). Сил рассудил, что Гарри сможет представить его интересы самостоятельно, и отпустил остальных адвокатов. Однако Гарри неожиданно пришлось срочно делать операцию на жёлчном пузыре, а судья Хоффман отказал ему в переносе заседания, отклонив как первоначальное ходатайство (на шесть месяцев), так и предложение вернуться к делу немедленно после его операции и восстановления. В итоге Силу пришлось защищать свои интересы в зале суда самому.
В 1969 году Гарри защищал «Оклендскую семерку» — ещё одну группу левых активистов, выступавших против войны во Вьетнаме, на сей раз в области залива Сан-Франциско (они участвовали в подготовки недели «Остановить призыв» в 1967 году). После того, как бурные 1960-е подошли к концу, с упадком антивоенного и афроамериканского движений, у Гарри появился новый набор клиентов.

## «Храм народов»
В 1977 году, на фоне пристального внимания средств массовой информации и возможных судебных разбирательств, к услугам Гарри обратился противоречивый «Храм народов» во главе с Джимом Джонсом. Первоначально Гарри считал, что их политическая философия хотя бы в какой-то степени совпадает, основываясь на социалистических заявлениях Джонса; многие считали, что Гарри в качестве их адвоката добавил доверия к Храму как к политической организации. Гарри даже говорил тогда, что «Храму» удалось создать в Джонстауне «рай» и продолжить с того места, где остановилось движение 1960-х, став зародышем «социализированного общества».
Выслушав адептов «Храма» Гарри первоначально объявил 8 сентября 1977 года, что пришёл к выводу о «заговоре государственных органов власти с целью разрушить Храм Народов как жизнеспособную общественную организацию». После дальнейшего опыта работы с Храмом, в том числе рассмотрения результатов нескольких запросов по Закону о свободе информации, Гарри в конце концов изменил свой вывод на убеждение в том, что у правительства едва ли был какой-то интерес к этой секте, не говоря уже о заговоре.
На протяжении всего своего представительства в тяжбах «Храма» Гарри спорил со своими клиентами, а также с другим адвокатом «Храма» Марком Лейном, считая, что тот неоднократно вмешивался в его сферу и слишком преувеличивал заявления «Храма» о существовании «правительственного заговора».
Гарри и Лейн сопровождали конгрессмена Лео Райана и его делегацию в расследовании Джонстауна в конце 1978 года. 18 ноября 1978 года Гарри и Лейн сумели избежать смерти, убедив службу безопасности «Храма» пропустить их до дома, находившегося на некотором расстоянии от павильона Джонстауна. В тот день погибло 918 человек (гибель самого многочисленного числа американских гражданских лиц в результате трагедии, вызванной действиями человека, до событий 11 сентября 2001 года). Кроме того, пять человек, в том числе конгрессмен Райан, были убиты членами «Храма» на соседней взлетно-посадочной полосе.

## Поздние годы
Гарри продолжал заниматься юридической практикой и дальше, но после инцидента в Джонстауне его клиентура изменилась, а шансы на дальнейшее национальное признание были утрачены. По сути, его последними публичными выступлениями стали пресс-конференции после Джонстауна в ноябре-декабре 1978 года. Гарри был президентом ассоциации калифорнийских адвокатов по уголовному правосудию в 1979 году. Он умер от инсульта в августе 1991 года в возрасте 82 лет в Беркли, Калифорния.